# Nowogródek (gmina)
Nowogródek (do 1936 Horodeczna) – dawna gmina wiejska istniejąca w latach 30. XX wieku w II Rzeczypospolitej, w woj. nowogródzkim (obecnie na Białorusi). Siedzibą gminy było miasto Nowogródek, stanowiące odrębną gminę miejską.
Gmina Nowogródek powstała 3 lutego 1936 r. z obszaru dotychczasowej gminy Horodeczna w powiecie nowogródzkim w woj. nowogródzkim
Po wojnie obszar gminy Nowogródek wszedł w struktury administracyjne Związku Radzieckiego.